# Eimelrod
Eimelrod ist ein Ortsteil der Gemeinde Willingen (Upland) im nordhessischen Landkreis Waldeck-Frankenberg.

## Geographische Lage
Eimelrod liegt im Nordwestteil Nordhessens in den Nordostausläufern des Rothaargebirges in der Bergregion Upland unweit der Nahtstelle zum Sauerland. Es befindet sich im Naturpark Diemelsee etwa 6 km ostnordöstlich des Willinger Kernorts bzw. etwa 12 km westnordwestlich der Kernstadt des nordhessischen Korbach (jeweils Luftlinie). Direkt östlich von Eimelrod fließt etwa in Südwest-Nordost-Richtung die Mülmecke, die etwas weiter nordostwärts in die Diemel mündet. Der höchste Berg beim Dorf, das 485 bis 510 m ü. NN hoch liegt, ist mit 726 m ü. NN die etwas südwestlich gelegene Sähre.

## Erholungsort
Der staatlich anerkannte Erholungsort ist im Vorupland ganz auf Fremdenverkehr eingestellt: bei rund 430 Einwohnern gibt es 180 Gästebetten in Gaststätten, Ferienwohnungen und Pensionen. In Eimelrod gibt es einen Naturlehrpfad, eine Kneipp- und Kuranlage, einen Abenteuerspielplatz, einen Ententeich und eine Grillhütte. Das Dorf besitzt ein gut ausgebautes Wanderwegenetz mit Anschluss für ausgedehnte Wanderungen auf dem Uplandsteig. Im Winter gibt es eine 13 km lange Langlaufloipe. Im 1992 fertiggestellten Dorfgemeinschaftshaus finden kulturelle und sportliche Veranstaltungen sowie Festlichkeiten statt.

## Geschichte

### Ortsgeschichte
Der Ort war, zusammen mit den benachbarten Deisfeld und Hemmighausen, eine Exklave der Herrschaft Itter im Bereich der Grafschaft bzw. des Fürstentums Waldeck. Nach dem Aussterben der Herren von Itter kam der Ort mit der Hälfte der Herrschaft Itter in den Besitz der Landgrafschaft Hessen, nach dem Dreißigjährigen Krieg an die Landgrafschaft Hessen-Darmstadt, die 1806 zum Großherzogtum Hessen wurde. Dort lag Eimelrod in dessen Provinz Oberhessen. Nach Auflösung der Ämter im Großherzogtum 1821 gehörte es zum Landratsbezirk Vöhl und zum Bezirk des Landgerichts Vöhl. Die Gemeinde gehörte zu den Landesteilen, die das Großherzogtum nach dem verlorenen Krieg von 1866 mit dem Friedensvertrag vom 3. September 1866 an Preußen abtreten musste. Dort wurde es dem Landkreis Frankenberg und dem Amtsgericht Vöhl zugeordnet.
Hessische Gebietsreform (1970–1977)
Im Zuge der Gebietsreform in Hessen fusionierten zum 31. Dezember 1971 die bis dahin selbständigen Gemeinden Eimelrod, Bömighausen, Neerdar, Usseln und Welleringhausen freiwillig zur neuen Gemeinde Upland. Diese wurde wiederum kraft Landesgesetz am 1. Januar 1974 mit der Gemeinde Willingen zur Großgemeinde Willingen (Upland) zusammengeschlossen. Sitz der Gemeindeverwaltung wurde Willingen. Für alle ehemals eigenständigen Gemeinden der neuen Gemeinde Willingen wurden Ortsbezirke mit Ortsbeirat und Ortsvorsteher nach der Hessischen Gemeindeordnung gebildet.

### Verwaltungsgeschichte im Überblick
Die folgende Liste zeigt die Staaten bzw. Herrschaftsgebiete und deren untergeordnete Verwaltungseinheiten, in denen Eimelrod lag:
- vor 1356: Heiliges Römisches Reich, Herrschaft Itter
- 1356–1590: Heiliges Römisches Reich, Landesherrschaft strittig zwischen Landgrafschaft Hessen, Kurmainz und Grafschaft Waldeck, Herrschaft Itter
- ab 1590: Heiliges Römisches Reich, Landgrafschaft Hessen-Marburg, Herrschaft Itter
- 1604–1648: strittig zwischen Hessen-Kassel und Hessen-Darmstadt (Hessenkrieg)[11]
- ab 1604: Heiliges Römisches Reich, Landgrafschaft Hessen-Kassel, Amt Herrschaft Itter
- ab 1627: Heiliges Römisches Reich, Landgrafschaft Hessen-Darmstadt, Oberfürstentum Hessen, Amt Herrschaft Itter[12][13]
- ab 1806: Großherzogtum Hessen, Oberfürstentum Hessen, Amt Herrschaft Itter[14]
- ab 1815: Großherzogtum Hessen, Provinz Oberhessen, Amt Herrschaft Itter[15]
- ab 1821: Großherzogtum Hessen, Provinz Oberhessen, Landratsbezirk Vöhl[Anm. 1]
- ab 1848: Großherzogtum Hessen, Regierungsbezirk Biedenkopf
- ab 1852: Großherzogtum Hessen, Provinz Oberhessen, Kreis Vöhl
- ab 1867: Norddeutscher Bund, Königreich Preußen, Provinz Hessen-Nassau, Regierungsbezirk Kassel, Kreis Frankenberg[13]
- ab 1871: Deutsches Reich, Königreich Preußen, Provinz Hessen-Nassau, Regierungsbezirk Kassel, Kreis Frankenberg
- ab 1918: Deutsches Reich, Freistaat Preußen, Provinz Hessen-Nassau, Regierungsbezirk Kassel, Kreis Frankenberg
- ab 1929: Deutsches Reich, Freistaat Preußen, Provinz Hessen-Nassau, Kreis des Eisenbergs
- ab 1942: Deutsches Reich, Provinz Hessen-Nassau, Regierungsbezirk Kassel, Landkreis Waldeck
- ab 1944: Deutsches Reich, Freistaat Preußen, Provinz Kurhessen, Landkreis Waldeck
- ab 1945: Deutsches Reich, Amerikanische Besatzungszone, Groß-Hessen, Regierungsbezirk Kassel, Landkreis Waldeck
- ab 1946: Deutsches Reich, Amerikanische Besatzungszone, Hessen, Regierungsbezirk Kassel, Landkreis Waldeck
- ab 1949: Bundesrepublik Deutschland, Hessen, Regierungsbezirk Kassel, Landkreis Waldeck
- ab 1972: Bundesrepublik Deutschland, Hessen, Regierungsbezirk Kassel, Landkreis Waldeck, Gemeinde Upland
- ab 1974: Bundesrepublik Deutschland, Hessen, Regierungsbezirk Kassel, Landkreis Waldeck-Frankenberg, Gemeinde Willingen (Upland)

### Stollen Heinrich
Der Dortmunder Heinrich Lenz erhielt 1914 die Schürfrechte für Mangan und Eisenerz im „Bergfeld Heinrich“ im Mühlenberg bei Eimelrod. Es wurde ein 140 Meter langer Stollen, der sogenannte „Stollen Heinrich“, mit vier Seitenarmen geschaffen, der jedoch schon 1915 aufgrund der geringen Erzausbeute wieder verschlossen wurde. Im Jahr 1991 wurde der Stollen wieder geöffnet und dessen Eingang für den Waldlehrpfad Eimelrod zugänglich gemacht.

## Bevölkerung

### Einwohnerstruktur 2011
Nach den Erhebungen des Zensus 2011 lebten am Stichtag dem 9. Mai 2011 in Eimelrod 444 Einwohner. Darunter waren 12 (2,7 %) Ausländer.
Nach dem Lebensalter waren 75 Einwohner unter 18 Jahren, 174 waren zwischen 18 und 49, 105 zwischen 50 und 64 und 93 Einwohner waren älter.
Die Einwohner lebten in 198 Haushalten. Davon waren 60 Singlehaushalte, 42 Paare ohne Kinder und 72 Paare mit Kindern, sowie 9 Alleinerziehende und 3 Wohngemeinschaften. In 33 Haushalten lebten ausschließlich Senioren und in 36 Haushaltungen leben keine Senioren.

### Einwohnerentwicklung
Quelle: Historisches Ortslexikon
- 1585: 32 Haushaltungen
- 1629: 32 Haushaltungen
- 1742: 34 Haushaltungen
- 1791: 272 Einwohner[17]
- 1800: 338 Einwohner[18]
- 1806: 318 Einwohner, 42 Häuser[14]
- 1829: 418 Einwohner, 49 Häuser[19]

| Eimelrod: Einwohnerzahlen von 1791 bis 2019 | Eimelrod: Einwohnerzahlen von 1791 bis 2019 | Eimelrod: Einwohnerzahlen von 1791 bis 2019 | Eimelrod: Einwohnerzahlen von 1791 bis 2019 | Eimelrod: Einwohnerzahlen von 1791 bis 2019 |
| --- | ------------------------------------------- | ------------------------------------------- | ------------------------------------------- | ------------------------------------------- |
| Jahr |                                             |                                             |                                             | Einwohner                                   |
| 1791 | 1791                                        |                                             | 272                                         | 272                                         |
| 1800 | 1800                                        |                                             | 338                                         | 338                                         |
| 1806 | 1806                                        |                                             | 318                                         | 318                                         |
| 1829 | 1829                                        |                                             | 418                                         | 418                                         |
| 1834 | 1834                                        |                                             | 470                                         | 470                                         |
| 1840 | 1840                                        |                                             | 537                                         | 537                                         |
| 1846 | 1846                                        |                                             | 517                                         | 517                                         |
| 1852 | 1852                                        |                                             | 431                                         | 431                                         |
| 1858 | 1858                                        |                                             | 474                                         | 474                                         |
| 1864 | 1864                                        |                                             | 391                                         | 391                                         |
| 1871 | 1871                                        |                                             | 361                                         | 361                                         |
| 1875 | 1875                                        |                                             | 407                                         | 407                                         |
| 1885 | 1885                                        |                                             | 426                                         | 426                                         |
| 1895 | 1895                                        |                                             | 401                                         | 401                                         |
| 1905 | 1905                                        |                                             | 417                                         | 417                                         |
| 1910 | 1910                                        |                                             | 450                                         | 450                                         |
| 1925 | 1925                                        |                                             | 486                                         | 486                                         |
| 1939 | 1939                                        |                                             | 436                                         | 436                                         |
| 1946 | 1946                                        |                                             | 668                                         | 668                                         |
| 1950 | 1950                                        |                                             | 645                                         | 645                                         |
| 1956 | 1956                                        |                                             | 542                                         | 542                                         |
| 1961 | 1961                                        |                                             | 489                                         | 489                                         |
| 1967 | 1967                                        |                                             | 490                                         | 490                                         |
| 1980 | 1980                                        |                                             | ?                                           | ?                                           |
| 1990 | 1990                                        |                                             | ?                                           | ?                                           |
| 2000 | 2000                                        |                                             | ?                                           | ?                                           |
| 2011 | 2011                                        |                                             | 444                                         | 444                                         |
| 2015 | 2015                                        |                                             | 426                                         | 426                                         |
| 2019 | 2019                                        |                                             | 443                                         | 443                                         |
| Datenquelle: Historisches Gemeindeverzeichnis für Hessen: Die Bevölkerung der Gemeinden 1834 bis 1967. Wiesbaden: Hessisches Statistisches Landesamt, 1968. Weitere Quellen: LAGIS; Gemeinde Willingen (Upland); Zensus 2011 |                                             |                                             |                                             |                                             |

## Religion

### Historische Religionszugehörigkeit
| • 1829: | 384 evangelische (= 97,87 %), 36 jüdische (= 2,13 %) Einwohner                              |
| • 1885: | 410 evangelische (= 96,24 %), drei katholische (= 0,70 %), 13 jüdische (= 2,05 %) Einwohner |
| • 1961: | 410 evangelische (= 93,25 %), 26 katholische (= 5,32 %) Einwohner                           |

### Romanische Kirche

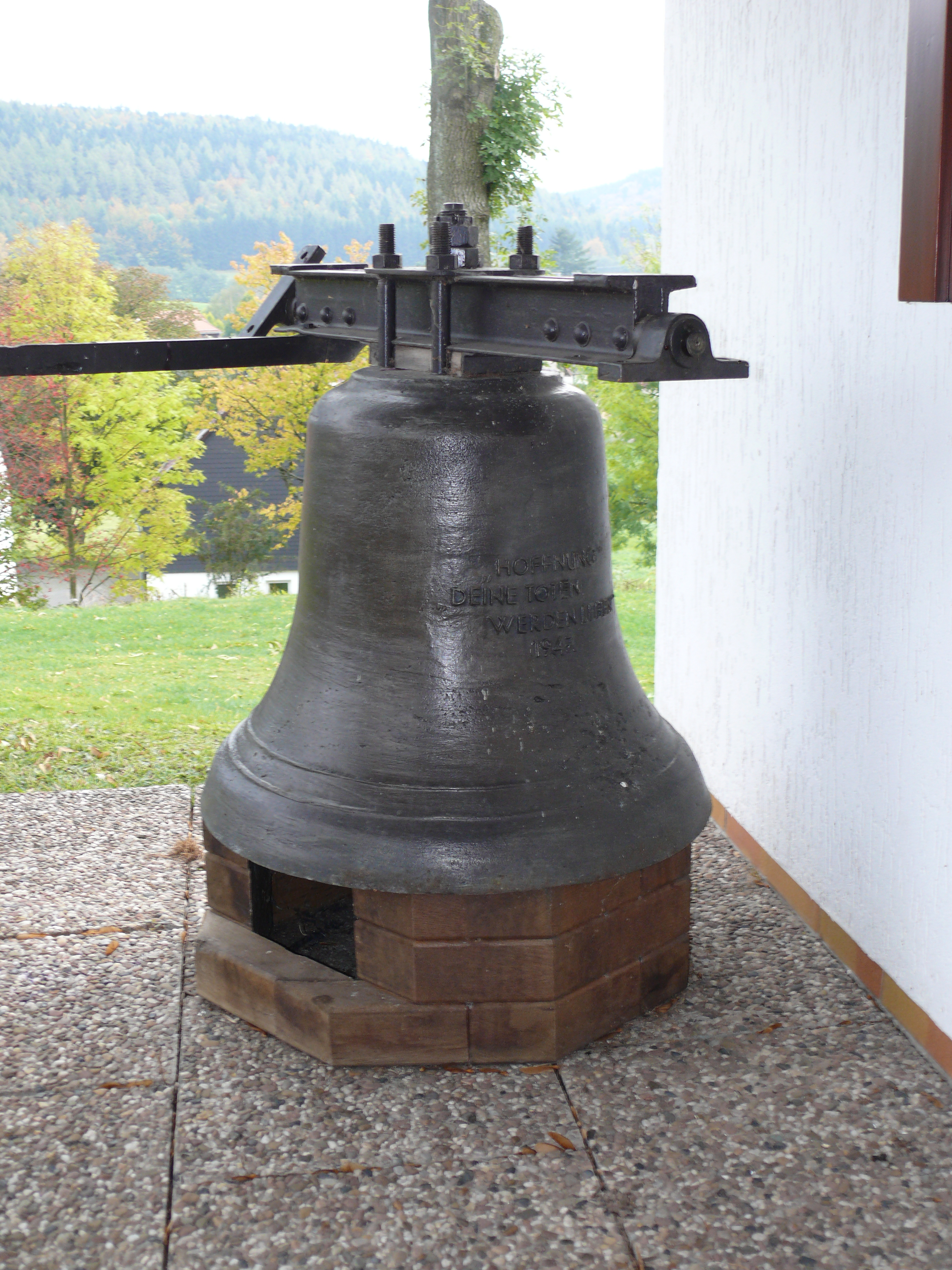
Alte Glocke von Eimelrod

Schon im 12. Jahrhundert befand sich an ihrer Stelle eine romanische Vorgängerkirche – die heutige wird erstmals 1310 erwähnt. Das Kirchenschiff wurde 1827 von Grund auf neu erbaut. Der mittelalterliche Turm musste 1909 wegen Baufälligkeit abgerissen werden; der neue Turm wurde 1928 in der heutigen Form errichtet. Ein Tympanonrelief aus der Vorgängerkirche befindet sich im neuen Turm. Von dem von Josias Wolrat Brützel im Jahre 1697 geschaffenen Kanzelaltar befindet sich heute nur noch der Kanzelkorb in der Kirche; die beiden Seitenflügel befinden sich im Heimatmuseum Korbach.

### Jüdische Gemeinde
In Eimelrod bestand eine kleine jüdische Gemeinde vom 18. Jahrhundert bis 1938; im den Ort umgebenden Fürstentum Waldeck waren Juden von Sonnenuntergang bis Sonnenaufgang nicht erlaubt. Im Jahre 1830 lebten 34 jüdische Einwohner im Dorf, 1871 waren es nur noch 10 (von insgesamt 307 Einwohnern), und 1895 und 1905 jeweils 15 (von 401 bzw. von 417). 1924 waren es 20 (von insgesamt 486 Einwohnern), und 1933 lebten noch 14 jüdische Personen in Eimelrod (von insgesamt 484 Einwohnern). Danach zog ein Teil von ihnen fort oder wanderte aus. 1939 lebten nur noch drei jüdische Einwohner im Dorf, die 1941 über das „Sammellager“ in Wrexen deportiert wurden.
An Gemeindeeinrichtungen bestanden eine Synagoge, eine Religionsschule, ein rituelles Bad und ein Friedhof von 11,38 Ar Fläche. Die kleine Synagoge wurde wohl um 1780 erstellt. Sie hatte 24 Plätze für Männer, 16 für Frauen. Sie hatte kein elektrisches Licht, und die Beleuchtung erfolgte durch Stalllaternen. Auch nachdem die Zahl der jüdischen Einwohner nach 1933 schnell abnahm, fanden noch bis 1938 gelegentlich Gottesdienste in der Synagoge statt. Beim Novemberpogrom 1938 wurde das Gebäude völlig zerstört; die Brandruine wurde 1939 abgerissen.

## Vereine
- Männergesangverein Eimelrod, gegründet 1899
- Posaunenchor Eimelrod
- SV Grün Weiß Eimelrod 1931 e. V., Gründungsjahr 1931; in den 1950er Jahren Sportbetrieb eingestellt, 1967 Wiedergründung. Heute vier Sportarten: Fußball, Sportschießen, Gymnastik, Skilanglauf. Mitgliedsstärkster Verein von Eimelrod.
- Freiwillige Feuerwehr Eimelrod e. V.
- Kur- und Verkehrsverein Eimelrod
- Landfrauenverein

## Verkehr
Durch das Dorf führt die Landesstraße 3082, welche die Bundesstraße 251 beim südöstlichen Neerdar mit der Kreisstraße 66 beim nördlichen Hemmighausen verbindet. Südöstlich verläuft die Uplandbahn Brilon–Korbach mit dem stillgelegten Bahnhof Eimelrod an der L 3082.

## Persönlichkeiten
- Walter Heinemeyer (1912–2001), Historiker, geboren in Eimelrod